# ليغوريو

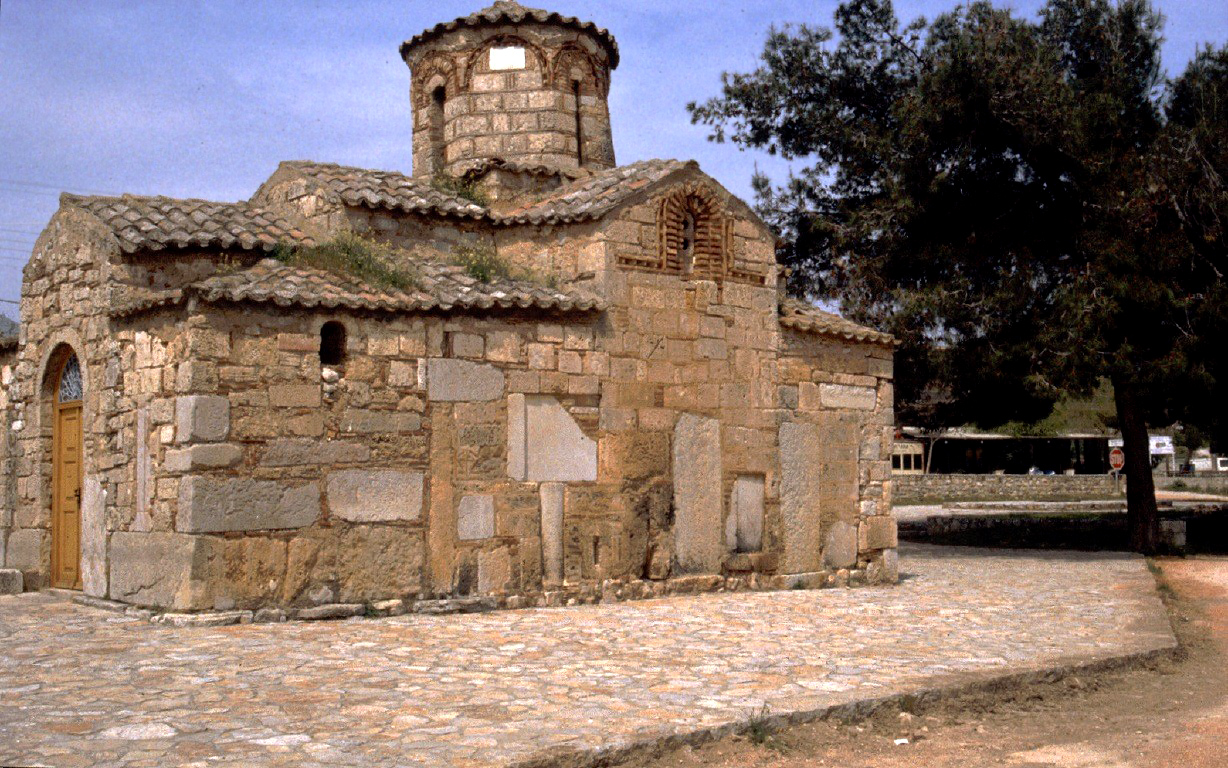
كنيسة في ليغوريو

ليغوريون (Λυγούριον) هي مدينة في أرغوليس في مقاطعة كينتريكي إلادا في اليونان.